# Fløjtebeatboxing
Fløjtebeatboxing (også kendt som fløjteboxing) repræsenterer en nyskabelse indenfor extended technique brugt på fløjte eller omvendt en udvidelse af innovative lydresonatorer til beatboxing. Fløjtebeatboxing gør det muligt at anvende fløjten som et rytmisk instrument i og med at man med teknikken både involverer produktionen af særskilte og stereoskopiske fløjtetoner (ved at danne to separate lyde ved at nynne samtidig med at blæser i fløjten) kombineret med vokalpercussion og taskenspilleri (i forhold til øret).
De fleste beatboxinghistorikere krediterer RadioActive som den oprindelige fløjtebeatboxer (på panfløjte hvor han først optrådte med Michael Franti & Spearhead) og Tim Barsky for at være den første til at udvikle feltet for fløjtebeatboxing på en Böhm-fløjte. Begge musikere kom fra hiphop-miljøet i San Francisco Bay Area, hvor beatboxing har trivedes fra første færd.
Greg Pattillo har udviklet et system af hovedsagelig traditionel notation til fløjtebeatboxing med ét nodesystem til fløjte og ét til beatboxing, der bygger på samme notation som bruges til trommesæt og anden percussion, da beatboxing typisk involverer lydende fra hi-hat, lilletromme, rimshot og stortromme.

## Notable beatboxfløjtenister
- Greg Pattillo, beskrevet af New York Times som "the best person in the world at what he does" ("den bedste i verden til det han gør")[2]
- Tim Barsky
- Nathan Lee
- Cody Giannotti
- Matthew Aaron Gray
- Mathieu Schneider
- Laura Marsh
- Alyssa Boone

### Video
- Tim Barsky Arkiveret 9. marts 2016 hos  Wayback Machine
- Greg Pattillo Arkiveret 27. juli 2015 hos  Wayback Machine
- Nathan Lee Arkiveret 13. november 2015 hos  Wayback Machine
- Cody Giannotti Arkiveret 29. marts 2016 hos  Wayback Machine
- Mathieu Schneider Arkiveret 23. marts 2015 hos  Wayback Machine
- Enrique Gutiérrez Arkiveret 1. april 2016 hos  Wayback Machine

| Musik | Spire Denne musikartikel er en spire som bør udbygges. Du er velkommen til at hjælpe Wikipedia ved at udvide den. |